# Millene Figueiredo
Millene Bruna Lima Figueiredo (Guarulhos, 3 de fevereiro de 1983) é uma jogadora de handebol brasileira. Ela competiu nos Jogos Olímpicos de Verão de 2004, realizados em Atenas, na grécia, onde o Brasil ficou em 7.º lugar. Foi artilheira da seleção júnior no Mundial de 2003, na Macedônia.
Figueiredo conquistou a medalha de ouro nos Jogos Pan-Americanos de 2007.